# アルバニア海軍艦艇一覧
アルバニア海軍艦艇一覧（アルバニアかいぐんかんていいちらん）は、アルバニア共和国海軍が過去保有した、または現在保有する、または将来保有する予定の、未完成・計画中止を含めた歴代艦艇一覧である。
凡例

## 現有勢力（2023年現在）
- 国防予算：2億8,600万ドル（2022年）[1]
- 海軍人員：700名[1]
- 艦船隻数：0隻（排水量20t以上）※全ての哨戒艇は排水量10t以下[1]
- コーストガード
  - 船艇14隻[1]

イリュリア級（ダーメン・スタン4207型）×4
Mk.3 シースペクター型×3
Shqypnia型×2
227型×2
246型×1
2010型×2
※他国の同種ページが出典とする「世界の海軍 2023-2024」（海人社）にはアルバニアの項がなく、「The Military Balance 2023」（IISS）を出典とすることから、算出基準が異なる可能性がある点に注意。

## 艦艇一覧（近代海軍）

### 水上戦闘艦

#### 砲艦
- 062型砲艦
  - I型 - 4隻
  - II型 - 6隻:541、542、543、544、545、546

### 潜水艦

#### 通常動力型潜水艦
WW II以降の潜水艦
- 613型潜水艦 - 4隻:（022 Qemel）、523、552、他不明1隻

### 機雷戦艦艇

#### 掃海艦艇
航洋掃海艇
- スカンデルベグ級 - 2隻：FJ354スカンデルベグ（Skenderbeg）[2]、FJ355シュキプニア（Shqipnia）[3]
- パシュマン級 - 2隻：A-210パシュマン（Pasman）[4]、A-211アグリスノ（Uglisno）[5]
- 254型掃海艇 - 3隻：M-221、M-222、M-223

沿岸掃海艇
- 255型掃海艇 - 6隻：AS-343、M-225、M-227、他不明3隻
- KM-4級 - 3隻

##### 大型駆潜艇
- クロンシュタット級 - 4隻：150、151、340、341

### 両用戦艦艇

#### 輸送艦艇
輸送艦
- シャランダ級 - 2隻：シャランダ（Serande）、サザン（Sazan）
- (旧・独MFP艇) - 2隻

### 哨戒艦艇

#### 哨戒・警備艦艇
哨戒艇
- ティラーナ級 - 4隻：ティラーナ（Tirane）、サランダ（Saranda）、ドゥラス（Durres）、ブローラ（Vlore）
- PO-2級 - 11隻：A-151、A-253、A-254、A-344、他不明7隻
- アーコル-24型 - 4隻
- ニュリャットI級 - 2隻:A-534シュキプタル、他不明1隻

#### 高速戦闘艇
魚雷艇
- ヴォスパー級魚雷艇 - 7隻
- 123K級魚雷艇 - 12隻
  - ソ連製:221、222、223、224、225、226
  - 中国製:316、317、318、319、320、321
- 湖川型魚雷艇 - 35隻：121、122、123、124、125、126、127、128、129、320、321、322、323、324、325、326、327、427、428、429、430、431、432、433、520、521、522、523、524、525、526、527、他不明3隻

ミサイル艇
- 河谷型 - 4隻
- （旧・伊MASボート） - 2隻

### 補助艦艇

#### 補給艦艇
給油艦
- ヌダルドゥット・ダイナニ（Ndaldhut Dainani）
- コビ型 - 2隻：パトス（Patos）、セマリ（Semani）

給水艦
- トプリボ型 - 2隻
  - I型:280
  - III型:274 Tomb

#### 支援艦艇
工作艦
- 『M.O.C.1203』(LCT(3)級)

魚雷揚収船
- ポルチャット-I型 - 4隻：A-663、他不明3隻

#### 練習艦艇
宿泊船
- ドゥナ型 - 1隻

#### その他
消磁艦
- セクスタン型 - 1隻：354 (Shenjin)

曳船
- トゥグル型曳船 - 2隻 :272 (Mujoulqinaku)、273
- 各型 - 2隻

作業艇
- ヤロスラベツ型 - 2隻:A-210、212

### コーストガード

#### 警備救難業務用船艇
巡視艇
| 級名                  | 建造国              | 船名                                      | 画像 | 備考 |
| --------------------- | ------------------- | ----------------------------------------- | ---- | --- |
| イリュリア級          | オランダ アルバニア | イリュリア オリック リッサス ブリンティ   |      | 全長42.8メートル、基準排水量208トン。ダーメン・スタン4207型巡視艇。 |
| Type 227型            | イタリア            | R 123 R 124 R 225 R 226                   |      | 全長13.4メートル、満載排水量16トン、乗員5名。1960年代後半に建造された木造艇。2002年にイタリア沿岸警備隊から供与。旧名「CP229」「CP235」「CP234」「CP236」。 ※画像はイタリア沿岸警備隊の同型艇。 |
| Type 246型            | イタリア            | 不詳（1隻）                               |      | 全長15メートル、満載排水量22トン、乗員7名。1980年にイタリアで建造。2008年にイタリア沿岸警備隊から供与。旧名「CP249」。                                                                          |
| Type 303型            | アメリカ合衆国      | R 122                                     |      | 全長13.4メートル、満載排水量20トン、乗員5名。1965年にアメリカで建造。2002年にイタリア沿岸警備隊から供与。旧名「CP303」。                                                                        |
| Type 2010型           | イタリア            | R 125 R 126 R 127 R 128 R 224 R 227 R 228 |      | 全長12.5メートル、満載排水量15トン、乗員5名。1970年代に建造された港湾用ランチ。2002年と2004年にイタリア沿岸警備隊から供与。 ※画像はイタリア沿岸警備隊の同型艇。                                 |
| V4000型               | イタリア            | 不詳（8隻）                               |      | 全長16.5メートル、満載排水量28トン、乗員5名。2006年にイタリア財務警察から供与。 ※画像はイタリア財務警察の同型艇。                                                                               |
| シースペクターMkIII型 | アメリカ合衆国      | R 118 R 215 R 216                         |      | 全長19.8メートル、満載排水量42トン、乗員9名、12.7mm重機関銃2基搭載。1999年にアメリカから供与。                                                                                                  |
| PCC型                 | アメリカ合衆国      | R 117 R 217                               |      | 全長13.9メートル、満載排水量18トン、乗員4名、12.7mm重機関銃1基搭載。1999年にアメリカから供与。                                                                                                  |
| アークエンジェル型    | アメリカ合衆国      | R 01 R 02 R 03 R 04 R 05                  |      | 全長13.4メートル、基準排水量9トン、乗員6名、7.62mm機関銃2基搭載。セーフボートインターナショナル社製高速巡視艇。2010年と2013年にアメリカから供与。                                               |